# Tite
Adenor Leonardo Bacchi (Caxias do Sul, Río Grande del Sur, 25 de mayo de 1961), más conocido como Tite, es un exfutbolista y entrenador brasileño. Desde junio de 2016 hasta diciembre de 2022 comandó la selección de Brasil. Actualmente se encuentra sin club.

## Trayectoria

### Como jugador
Tite comenzó su carrera como centrocampista defensivo en Caxias, en 1978. En 1984 fue vendido al Esportivo de Bento Gonçalves. Luego jugó en Guarani Futebol Clube, cuando el club llegó a su punto más alto, siendo subcampeón en el campeonato brasileño de 1986 y el campeonato brasileño de 1987 (Copa União), y también han sido finalistas en el Campeonato Paulista de 1988. Tite se vio obligado a cerrar su carrera prematuramente, con sólo 28 años, debido a una serie de lesiones en la rodilla, como un ligamento roto, que provocaron la pérdida de la movilidad de una de sus rodillas. Incluso hoy en día no se puede doblar.

### Como entrenador
Durante su carrera como entrenador, iniciada en 1990 con el Grêmio Atlético Guarany, ha conseguido importantes logros en varios de los equipos en que ha dirigido.
Caxias
Consiguió su primer título como técnico al ganar el Campeonato Gaúcho con el Caxias en el año 2000, estrenando así su palmarés en los banquillos.
Grêmio
En 2001, se incorporó al Grêmio de Porto Alegre, con el que ganaría otro Campeonato Gaúcho y también la Copa de Brasil ese mismo año. Permaneció en el club hasta el 2003.
São Caetano
Fue contratado por el São Caetano, obteniendo la clasificación para la Copa Libertadores. Sin embargo, acabó dejando la entidad tras menos de un año en el cargo.
Corinthians
Se hizo cargo del Corinthians en mayo de 2004, al que entrenó hasta marzo de 2005.
Atlético Mineiro, Palmeiras y Al Ain
Tite también dirigió a Atlético Mineiro (2005), Palmeiras (2006), y Al-Ain (2007).
Internacional
En 2008, fichó por el otro gran club del Río Grande del Sur, el Internacional de Porto Alegre, con el que también alcanzó el éxito, puesto que logró vencer un nuevo Campeonato Gaúcho, la Copa Sudamericana y la Copa Suruga antes de ser despedido tras sumar 6 partidos seguidos sin ganar.
Al-Wahda
En 2010, tuvo una breve etapa al frente del Al-Wahda de los Emiratos Árabes Unidos.
Segunda etapa en el Corinthians
En octubre de 2010, regresó a un Corinthians en horas bajas, pero logró revertir la situación y en 2011 proclamarse campeón del Campeonato brasileño. En 2012 tuvo un año excelente al mando del Corinthians, puesto que conquistó la Copa Libertadores y el Mundial de Clubes sin perder un solo partido. El 14 de noviembre de 2013, se anunció que no continuaría en el club, por lo que decidió tomarse un año sabático.
Año sabático
Durante estos meses en los que se mantuvo alejado de los banquillos recibió ofertas para ser el nuevo seleccionador de Japón y de Paraguay, pero prefirió esperar una llamada de la Confederación Brasileña de Fútbol para sustituir a Luiz Felipe Scolari como seleccionador de Brasil. Finalmente, dicha posibilidad no se concretó, puesto que el elegido fue Dunga.
Tercera etapa en el Corinthians
En diciembre de 2014, volvió a firmar por el "Timão", con el que ganó nuevamente el Campeonato brasileño en 2015, convirtiéndose en el técnico más laureado de la historia de la entidad.
Selección de Brasil
En junio del 2016, sería nombrado director técnico de la selección brasileña, sucediendo a Dunga. Bajo su tutela, Brasil ganó con holgura las eliminatorias sudamericanas para la Copa Mundial de Fútbol de 2018, disputada en Rusia. En el Mundial se convirtió en fuerte candidato a conseguir el título, pero quedó eliminado en cuartos de final al perder por 2 a 1 contra Bélgica. Sin embargo, eso no fue óbice para que la CBF renovara su contrato hasta 2022. El 7 de julio de 2019, se proclamaría campeón de la Copa América 2019 tras derrotar en la final a Perú por 3-1. En cambio, el 10 de julio de 2021, Brasil terminó subcampeón de Copa América 2021 tras perder la final 1-0 con Argentina. En el Mundial de Catar 2022, Brasil se quedó nuevamente en cuartos de final tras empatar 1-1 con Croacia y caer 4-2 en los penaltis. Tras esto, Tite confirmó que no iba a continuar en el cargo, tal y como había adelantado unos meses antes. Finalmente, el martes 17 de enero, rescindió su contrato con la CBF.
Flamengo
En octubre de 2023, Tite sustituyó a Jorge Sampaoli en el Flamengo del Campeonato Brasileño de Serie A.Luego de la eliminación en la Copa Libertadores, fue despedido de su cargo el 30 de septiembre de 2024.

## Clubes y estadísticas

### Como jugador
| Club       | País   | Año       | Partidos | Goles |
| ---------- | ------ | --------- | -------- | ----- |
| Caxias     | Brasil | 1978-1984 | 121      | 8     |
| Esportivo  | Brasil | 1984-1985 | 18       | 7     |
| Portuguesa | Brasil | 1985-1986 | 18       | 5     |
| Guarani    | Brasil | 1986-1989 | 19       | 1     |

### Como entrenador
| Club                    | País   | Año       |
| ----------------------- | ------ | --------- |
| Grêmio Atlético Guarany | Brasil | 1990      |
| Caxias                  | Brasil | 1991-1992 |
| Veranópolis             | Brasil | 1992-1995 |
| Ypiranga                | Brasil | 1996      |
| Juventude               | Brasil | 1997      |
| Caxias                  | Brasil | 1998      |
| Veranópolis             | Brasil | 1998      |
| Caxias                  | Brasil | 1999-2000 |
| Grêmio                  | Brasil | 2001-2003 |
| São Caetano             | Brasil | 2003-2004 |
| Corinthians             | Brasil | 2004-2005 |
| Atlético Mineiro        | Brasil | 2005      |
| Palmeiras               | Brasil | 2006      |
| Al-Ain                  | EAU    | 2007      |
| Internacional           | Brasil | 2008-2009 |
| Al-Wahda                | EAU    | 2010      |
| Corinthians             | Brasil | 2010-2013 |
| Corinthians             | Brasil | 2015-2016 |
| Selección de Brasil     | Brasil | 2016-2022 |
| Flamengo                | Brasil | 2023-2024 |

## Estadísticas como entrenador

#### Clubes
| Equipo                           | Div.         | Temporada    | Liga  | Liga | Liga | Liga | Liga |       | Copa | Copa | Copa | Copa  |    | Internacional | Internacional | Internacional | Internacional | Internacional |   | Otros | Otros | Otros | Otros |     | Totales     | Totales | Totales | Totales | Totales | Totales | Totales | Totales |
| Equipo                           | Div.         | Temporada    | Part. | G    | E    | P    | Pos. | Part. | G    | E    | P    | Part. | G  | E             | P             | Pos.          | Part.         | G             | E | P     | Part. | G     | E     | P   | Rendimiento | GF      | GC      | Dif.    |         |         |         |         |
| -------------------------------- | ------------ | ------------ | ----- | ---- | ---- | ---- | ---- | ----- | ---- | ---- | ---- | ----- | -- | ------------- | ------------- | ------------- | ------------- | ------------- | - | ----- | ----- | ----- | ----- | --- | ----------- | ------- | ------- | ------- | ------- | ------- | ------- | ------- |
| Grêmio Atlético Guarany · Brasil | CG           | 1990         | -     | -    | -    | -    | -    | 14    | 7    | 6    | 1    | -     | -  | -             | -             | -             | -             | -             | - | -     | 14    | 7     | 6     | 1   | 64.29%      | 22      | 12      | +10     |         |         |         |         |
| Grêmio Atlético Guarany · Brasil | Total        | Total        | -     | -    | -    | -    | -    | 14    | 7    | 6    | 1    | -     | -  | -             | -             | -             | -             | -             | - | -     | 14    | 7     | 6     | 1   | 64.29%      | 22      | 12      | +10     |         |         |         |         |
| Caxias · Brasil                  | 2.ª          | 1991         | -     | -    | -    | -    | -    | 19    | 4    | 8    | 7    | -     | -  | -             | -             | -             | -             | -             | - | -     | 19    | 4     | 8     | 7   | 35.09%      | 17      | 24      | -7      |         |         |         |         |
| Veranópolis · Brasil             | CG           | 1992         | -     | -    | -    | -    | -    | 21    | 8    | 6    | 7    | -     | -  | -             | -             | -             | -             | -             | - | -     | 21    | 8     | 6     | 7   | 47.62%      | 16      | 11      | +5      |         |         |         |         |
| Veranópolis · Brasil             | CG           | 1993         | -     | -    | -    | -    | -    | 34    | 16   | 10   | 8    | -     | -  | -             | -             | -             | -             | -             | - | -     | 34    | 16    | 10    | 8   | 56.86%      | 39      | 26      | +13     |         |         |         |         |
| Veranópolis · Brasil             | CG           | 1994         | -     | -    | -    | -    | -    | 44    | 15   | 13   | 16   | -     | -  | -             | -             | -             | -             | -             | - | -     | 44    | 15    | 13    | 16  | 43.94%      | 54      | 52      | +2      |         |         |         |         |
| Veranópolis · Brasil             | CG           | 1995         | -     | -    | -    | -    | -    | 26    | 6    | 13   | 7    | -     | -  | -             | -             | -             | -             | -             | - | -     | 26    | 6     | 13    | 7   | 39.75%      | 25      | 27      | -2      |         |         |         |         |
| Ypiranga · Brasil                | CG           | 1996         | -     | -    | -    | -    | -    | 11    | 3    | 5    | 3    | -     | -  | -             | -             | -             | -             | -             | - | -     | 11    | 3     | 5     | 3   | 42.42%      | 11      | 9       | +2      |         |         |         |         |
| Ypiranga · Brasil                | Total        | Total        | -     | -    | -    | -    | -    | 11    | 3    | 5    | 3    | -     | -  | -             | -             | -             | -             | -             | - | -     | 11    | 3     | 5     | 3   | 42.42%      | 11      | 9       | +2      |         |         |         |         |
| Juventude · Brasil               | 1.ª          | 1997         | -     | -    | -    | -    | -    | 21    | 10   | 5    | 6    | -     | -  | -             | -             | -             | -             | -             | - | -     | 21    | 10    | 5     | 6   | 55.56%      | 34      | 25      | +9      |         |         |         |         |
| Juventude · Brasil               | Total        | Total        | -     | -    | -    | -    | -    | 21    | 10   | 5    | 6    | -     | -  | -             | -             | -             | -             | -             | - | -     | 21    | 10    | 5     | 6   | 55.56%      | 34      | 25      | +9      |         |         |         |         |
| Caxias · Brasil                  | 3.ª          | 1998         | -     | -    | -    | -    | -    | 10    | 3    | 5    | 2    | -     | -  | -             | -             | -             | -             | -             | - | -     | 10    | 3     | 5     | 2   | 46.67%      | 10      | 9       | +1      |         |         |         |         |
| Veranópolis · Brasil             | CG           | 1998         | -     | -    | -    | -    | -    | 10    | 5    | 3    | 2    | -     | -  | -             | -             | -             | -             | -             | - | -     | 10    | 5     | 3     | 2   | 60%         | 16      | 12      | +4      |         |         |         |         |
| Veranópolis · Brasil             | Total        | Total        | -     | -    | -    | -    | -    | 135   | 50   | 45   | 40   | -     | -  | -             | -             | -             | -             | -             | - | -     | 135   | 50    | 45    | 40  | 48.15%      | 150     | 128     | +22     |         |         |         |         |
| Caxias · Brasil                  | 3.ª          | 1999         | 16    | 8    | 6    | 2    | 1/4  | 26    | 11   | 7    | 8    | -     | -  | -             | -             | -             | -             | -             | - | -     | 42    | 19    | 13    | 10  | 55.56%      | 60      | 39      | +21     |         |         |         |         |
| Caxias · Brasil                  | 1.ª          | 2000         | 21    | 8    | 9    | 4    | 1/4  | 34    | 15   | 8    | 11   | -     | -  | -             | -             | -             | -             | -             | - | -     | 55    | 23    | 17    | 15  | 52.12%      | 84      | 72      | +12     |         |         |         |         |
| Caxias · Brasil                  | Total        | Total        | 37    | 16   | 15   | 6    | -    | 89    | 33   | 28   | 28   | -     | -  | -             | -             | -             | -             | -             | - | -     | 126   | 49    | 43    | 34  | 50.27%      | 171     | 144     | +27     |         |         |         |         |
| Grêmio · Brasil                  | 1.ª          | 2001         | 28    | 14   | 5    | 9    | 1/4  | 25    | 21   | 4    | 0    | 10    | 5  | 5             | 0             | 1/2           | -             | -             | - | -     | 63    | 40    | 14    | 9   | 70.9%       | 119     | 61      | +58     |         |         |         |         |
| Grêmio · Brasil                  | 1.ª          | 2002         | 29    | 13   | 9    | 7    | 1/2  | 19    | 9    | 7    | 3    | 12    | 8  | 1             | 3             | 1/2           | 3             | 0             | 2 | 1     | 63    | 30    | 19    | 14  | 57.67%      | 100     | 77      | +23     |         |         |         |         |
| Grêmio · Brasil                  | 1.ª          | 2003         | 22    | 5    | 4    | 13   | Inc. | 6     | 0    | 2    | 4    | 10    | 5  | 2             | 3             | 1/4           | -             | -             | - | -     | 38    | 10    | 8     | 20  | 33.34%      | 46      | 56      | -10     |         |         |         |         |
| Grêmio · Brasil                  | Total        | Total        | 79    | 32   | 18   | 29   | -    | 50    | 30   | 13   | 7    | 32    | 18 | 8             | 6             | -             | 3             | 0             | 2 | 1     | 164   | 80    | 41    | 43  | 57.11%      | 265     | 194     | +71     |         |         |         |         |
| São Caetano · Brasil             | 1.ª          | 2003         | 24    | 12   | 4    | 8    | 4.º  | -     | -    | -    | -    | 4     | 1  | 2             | 1             | 2.ªF          | -             | -             | - | -     | 28    | 13    | 6     | 9   | 53.57%      | 38      | 23      | +15     |         |         |         |         |
| São Caetano · Brasil             | 1.ª          | 2004         | -     | -    | -    | -    | -    | 6     | 1    | 4    | 1    | -     | -  | -             | -             | -             | -             | -             | - | -     | 6     | 1     | 4     | 1   | 38.89%      | 7       | 6       | +1      |         |         |         |         |
| São Caetano · Brasil             | Total        | Total        | 24    | 12   | 4    | 8    | -    | 6     | 1    | 4    | 1    | 4     | 1  | 2             | 1             | -             | -             | -             | - | -     | 34    | 14    | 10    | 10  | 50.98%      | 45      | 29      | +16     |         |         |         |         |
| Corinthians · Brasil             | 1.ª          | 2004         | 39    | 18   | 13   | 8    | 5.º  | -     | -    | -    | -    | -     | -  | -             | -             | -             | -             | -             | - | -     | 39    | 18    | 13    | 8   | 57.26%      | 47      | 35      | +12     |         |         |         |         |
| Corinthians · Brasil             | 1.ª          | 2005         | -     | -    | -    | -    | -    | 12    | 6    | 2    | 4    | -     | -  | -             | -             | -             | -             | -             | - | -     | 12    | 6     | 2     | 4   | 55.56%      | 15      | 9       | +6      |         |         |         |         |
| Atlético Mineiro · Brasil        | 1.ª          | 2005         | 17    | 3    | 4    | 10   | Inc. | 4     | 1    | 2    | 1    | -     | -  | -             | -             | -             | -             | -             | - | -     | 21    | 4     | 6     | 11  | 28.57%      | 28      | 33      | -5      |         |         |         |         |
| Atlético Mineiro · Brasil        | Total        | Total        | 17    | 3    | 4    | 10   | -    | 4     | 1    | 2    | 1    | -     | -  | -             | -             | -             | -             | -             | - | -     | 21    | 4     | 6     | 11  | 28.57%      | 28      | 33      | -5      |         |         |         |         |
| Palmeiras · Brasil               | 1.ª          | 2006         | 20    | 8    | 5    | 7    | Inc. | -     | -    | -    | -    | -     | -  | -             | -             | -             | -             | -             | - | -     | 20    | 8     | 5     | 7   | 48.33%      | 32      | 30      | +2      |         |         |         |         |
| Palmeiras · Brasil               | Total        | Total        | 20    | 8    | 5    | 7    | -    | -     | -    | -    | -    | -     | -  | -             | -             | -             | -             | -             | - | -     | 20    | 8     | 5     | 7   | 48.33%      | 32      | 30      | +2      |         |         |         |         |
| Al-Ain · EAU                     | 1.ª          | 2007-08      | 7     | 3    | 1    | 3    | Inc. | 2     | 1    | 1    | 0    | -     | -  | -             | -             | -             | -             | -             | - | -     | 9     | 4     | 2     | 3   | 51.85%      | 19      | 13      | +6      |         |         |         |         |
| Al-Ain · EAU                     | Total        | Total        | 7     | 3    | 1    | 3    | -    | 2     | 1    | 1    | 0    | -     | -  | -             | -             | -             | -             | -             | - | -     | 9     | 4     | 2     | 3   | 51.85%      | 19      | 13      | +6      |         |         |         |         |
| Internacional · Brasil           | 1.ª          | 2008         | 33    | 14   | 8    | 11   | 6.º  | -     | -    | -    | -    | 10    | 5  | 5             | 0             | 1.º           | -             | -             | - | -     | 43    | 19    | 13    | 11  | 54.27%      | 59      | 45      | +14     |         |         |         |         |
| Internacional · Brasil           | 1.ª          | 2009         | 27    | 13   | 5    | 9    | Inc. | 30    | 24   | 5    | 1    | 2     | 0  | 1             | 1             | 1/8           | 3             | 1             | 0 | 2     | 62    | 38    | 11    | 13  | 67.2%       | 136     | 59      | +77     |         |         |         |         |
| Internacional · Brasil           | Total        | Total        | 60    | 27   | 13   | 20   | -    | 30    | 24   | 5    | 1    | 12    | 5  | 6             | 1             | -             | 3             | 1             | 0 | 2     | 105   | 57    | 24    | 24  | 61.91%      | 195     | 104     | +91     |         |         |         |         |
| Al-Wahda · EAU                   | 1.ª          | 2010-11      | 5     | 2    | 3    | 0    | Inc. | -     | -    | -    | -    | -     | -  | -             | -             | -             | -             | -             | - | -     | 5     | 2     | 3     | 0   | 60%         | 9       | 2       | +7      |         |         |         |         |
| Al-Wahda · EAU                   | Total        | Total        | 5     | 2    | 3    | 0    | -    | -     | -    | -    | -    | -     | -  | -             | -             | -             | -             | -             | - | -     | 5     | 2     | 3     | 0   | 60%         | 9       | 2       | +7      |         |         |         |         |
| Corinthians · Brasil             | 1.ª          | 2010         | 8     | 5    | 3    | 0    | 3.º  | -     | -    | -    | -    | -     | -  | -             | -             | -             | -             | -             | - | -     | 8     | 5     | 3     | 0   | 75%         | 13      | 3       | +10     |         |         |         |         |
| Corinthians · Brasil             | 1.ª          | 2011         | 38    | 21   | 8    | 9    | 1.º  | 23    | 12   | 7    | 4    | 2     | 0  | 1             | 1             | 1.ªF          | -             | -             | - | -     | 63    | 33    | 16    | 14  | 60.85%      | 90      | 54      | +36     |         |         |         |         |
| Corinthians · Brasil             | 1.ª          | 2012         | 38    | 15   | 12   | 11   | 6.º  | 21    | 15   | 3    | 3    | 14    | 8  | 6             | 0             | 1.º           | 2             | 2             | 0 | 0     | 75    | 40    | 21    | 14  | 62.66%      | 106     | 57      | +49     |         |         |         |         |
| Corinthians · Brasil             | 1.ª          | 2013         | 38    | 11   | 17   | 10   | 10.º | 27    | 12   | 12   | 3    | 8     | 4  | 2             | 2             | 1/8           | 2             | 2             | 0 | 0     | 75    | 29    | 31    | 15  | 52.45%      | 82      | 46      | +36     |         |         |         |         |
| Corinthians · Brasil             | 1.ª          | 2015         | 38    | 24   | 9    | 5    | 1.º  | 26    | 16   | 6    | 4    | 10    | 5  | 2             | 3             | 1/8           | -             | -             | - | -     | 74    | 45    | 17    | 12  | 68.47%      | 126     | 59      | +67     |         |         |         |         |
| Corinthians · Brasil             | 1.ª          | 2016         | 7     | 4    | 1    | 2    | Inc. | 17    | 12   | 3    | 2    | 8     | 4  | 3             | 1             | 1/8           | -             | -             | - | -     | 32    | 20    | 7     | 5   | 69.79%      | 57      | 21      | +36     |         |         |         |         |
| Corinthians · Brasil             | Total        | Total        | 206   | 98   | 63   | 45   | -    | 126   | 73   | 33   | 20   | 42    | 21 | 14            | 7             | -             | 4             | 4             | 0 | 0     | 378   | 196   | 110   | 72  | 61.55%      | 536     | 284     | +252    |         |         |         |         |
| Flamengo · Brasil                | 1.ª          | 2023         | 12    | 7    | 1    | 4    | 4.º  | -     | -    | -    | -    | -     | -  | -             | -             | -             | -             | -             | - | -     | 12    | 7     | 1     | 4   | 61.11%      | 18      | 11      | +7      |         |         |         |         |
| Flamengo · Brasil                | 1.ª          | 2024         | 27    | 14   | 6    | 7    | Inc. | 19    | 16   | 2    | 1    | 10    | 4  | 2             | 4             | 1/4           | -             | -             | - | -     | 56    | 34    | 10    | 12  | 66.66%      | 90      | 39      | +51     |         |         |         |         |
| Flamengo · Brasil                | Total        | Total        | 39    | 21   | 7    | 11   | -    | 19    | 16   | 2    | 1    | 10    | 4  | 2             | 4             | -             | -             | -             | - | -     | 68    | 41    | 11    | 16  | 65.68%      | 108     | 50      | +58     |         |         |         |         |
| Total clubes                     | Total clubes | Total clubes | 494   | 222  | 133  | 139  | -    | 507   | 249  | 149  | 109  | 100   | 49 | 32            | 19            | -             | 10            | 5             | 2 | 3     | 1111  | 525   | 316   | 270 | 56.73%      | 1625    | 1057    | +568    |         |         |         |         |
| 1. 2. 3.                         |              |              |       |      |      |      |      |       |      |      |      |       |    |               |               |               |               |               |   |       |       |       |       |     |             |         |         |         |         |         |         |         |

#### Selección
| Brasil              | 2016                | -   | -   | -   | -   | -   | 6   | 6   | 0   | 0   | -   | -  | -  | -  | -   | -  | -  | - | - | 6    | 6   | 0   | 0   | 100%   | 17   | 1    | +16  |
| Brasil              | 2017                | -   | -   | -   | -   | -   | 6   | 4   | 2   | 0   | -   | -  | -  | -  | -   | 5  | 3  | 1 | 1 | 11   | 7   | 3   | 1   | 72.73% | 21   | 4    | +17  |
| Brasil              | 2018                | -   | -   | -   | -   | -   | -   | -   | -   | -   | 5   | 3  | 1  | 1  | 1/4 | 10 | 10 | 0 | 0 | 15   | 13  | 1   | 1   | 88.89% | 29   | 3    | +26  |
| Brasil              | 2019                | 6   | 4   | 2   | 0   | 1.º | -   | -   | -   | -   | -   | -  | -  | -  | -   | 10 | 4  | 4 | 2 | 16   | 8   | 6   | 2   | 62.5%  | 33   | 9    | +24  |
| Brasil              | 2020                | -   | -   | -   | -   | -   | 4   | 4   | 0   | 0   | -   | -  | -  | -  | -   | -  | -  | - | - | 4    | 4   | 0   | 0   | 100%   | 12   | 2    | +10  |
| Brasil              | 2021                | 7   | 5   | 1   | 1   | 2.º | 9   | 7   | 2   | 0   | -   | -  | -  | -  | -   | -  | -  | - | - | 16   | 12  | 3   | 1   | 81.25% | 27   | 5    | +22  |
| Brasil              | 2022                | -   | -   | -   | -   | -   | 4   | 3   | 1   | 0   | 5   | 3  | 1  | 1  | 1/4 | 4  | 4  | 0 | 0 | 13   | 10  | 2   | 1   | 82.05% | 35   | 6    | +29  |
| Total selección     | Total selección     | 13  | 9   | 3   | 1   | -   | 29  | 24  | 5   | 0   | 10  | 6  | 2  | 2  | -   | 29 | 21 | 5 | 3 | 81   | 60  | 15  | 6   | 80.24% | 174  | 30   | +144 |
| Total en su carrera | Total en su carrera | 507 | 231 | 136 | 140 | -   | 536 | 273 | 154 | 109 | 110 | 55 | 34 | 21 | -   | 39 | 26 | 7 | 6 | 1192 | 585 | 331 | 276 | 58.34% | 1799 | 1087 | +712 |

### Resumen por competencias
| Torneo                       | PD   | G   | E   | P   | GF   | GC   | Dif. | Rendimiento | Mejor resultado  |
| ---------------------------- | ---- | --- | --- | --- | ---- | ---- | ---- | ----------- | ---------------- |
| Serie C                      | 16   | 8   | 6   | 2   | 30   | 12   | +18  | 62.5%       | Cuartos de final |
| Brasileirão                  | 466  | 209 | 123 | 134 | 648  | 494  | +154 | 53.65%      | Campeón          |
| Copa de Brasil               | 50   | 26  | 10  | 14  | 74   | 54   | +20  | 58.67%      | Campeón          |
| Copa Sul-Minas               | 22   | 10  | 8   | 4   | 48   | 39   | +22  | 57.57%      | Semifinales      |
| Campeonato Gaúcho            | 296  | 129 | 94  | 73  | 409  | 274  | +135 | 54.17%      | Campeón          |
| Paulistão                    | 124  | 72  | 34  | 18  | 196  | 89   | +107 | 67.2%       | Campeón          |
| Campeonato Carioca           | 13   | 11  | 2   | 0   | 28   | 0    | +28  | 89.75%      | Campeón          |
| Copa de Campeones            | 3    | 0   | 2   | 1   | 1    | 3    | -2   | 22.22%      | Fase de grupos   |
| UAE Pro League               | 12   | 5   | 4   | 3   | 21   | 12   | +9   | 52.78%      | 4.º lugar        |
| Copa Presidente de EAU       | 2    | 1   | 1   | 0   | 7    | 3    | +4   | 66.67%      | Octavos de final |
| Copa Libertadores            | 74   | 38  | 19  | 17  | 116  | 54   | +62  | 59.91%      | Campeón          |
| Copa Sudamericana            | 16   | 6   | 8   | 2   | 22   | 11   | +11  | 54.17%      | Campeón          |
| Copa Mercosur                | 10   | 5   | 5   | 0   | 15   | 6    | +9   | 66.67%      | Semifinales      |
| Recopa Sudamericana          | 4    | 2   | 0   | 2   | 4    | 5    | -1   | 50%         | Campeón          |
| Suruga Bank                  | 1    | 1   | 0   | 0   | 2    | 1    | +1   | 100%        | Campeón          |
| Mundial de Clubes de la FIFA | 2    | 2   | 0   | 0   | 2    | 0    | +2   | 100%        | Campeón          |
| Eliminatorias Sudamericanas  | 29   | 24  | 5   | 0   | 70   | 8    | +62  | 88.51%      | Segundo lugar    |
| Mundial                      | 10   | 6   | 2   | 2   | 16   | 6    | +10  | 66.67%      | Cuartos de final |
| Copa América                 | 13   | 9   | 3   | 1   | 25   | 4    | +21  | 76.92%      | Campeón          |
| Amistosos                    | 29   | 21  | 5   | 3   | 63   | 12   | +51  | 78.16%      | +21 PG           |
| TOTAL                        | 1192 | 585 | 331 | 276 | 1799 | 1087 | +712 | 58.34%      | 14 Títulos       |

#### Participaciones en Mundial de Clubes de la FIFA
| Torneo                      | Club        | Sede  | Resultado |
| --------------------------- | ----------- | ----- | --------- |
| Copa Mundial de Clubes 2012 | Corinthians | Japón | Campeón   |

#### Participaciones en Copa América
| Copa              | Selección | Sede   | Resultado  |
| ----------------- | --------- | ------ | ---------- |
| Copa América 2019 | Brasil    | Brasil | Campeón    |
| Copa América 2021 | Brasil    | Brasil | Subcampeón |

#### Participaciones en Copas del Mundo
| Copa              | Selección | Sede  | Resultado        |
| ----------------- | --------- | ----- | ---------------- |
| Copa Mundial 2018 | Brasil    | Rusia | Cuartos de final |
| Copa Mundial 2022 | Brasil    | Catar | Cuartos de final |

## Palmarés

### Como entrenador

#### Campeonatos regionales
| Título              | Equipo        | Estado             | Año  |
| ------------------- | ------------- | ------------------ | ---- |
| Campeonato Gaúcho   | Caxias        | Río Grande del Sur | 2000 |
| Campeonato Gaúcho   | Grêmio        | Río Grande del Sur | 2001 |
| Campeonato Gaúcho   | Internacional | Río Grande del Sur | 2009 |
| Campeonato Paulista | Corinthians   | São Paulo          | 2013 |
| Campeonato Carioca  | Flamengo      | Río de Janeiro     | 2024 |

#### Campeonatos nacionales
| Título               | Equipo      | País   | Año  |
| -------------------- | ----------- | ------ | ---- |
| Copa de Brasil       | Grêmio      | Brasil | 2001 |
| Campeonato Brasileño | Corinthians | Brasil | 2011 |
| Campeonato Brasileño | Corinthians | Brasil | 2015 |

#### Campeonatos internacionales
| Título                 | Equipo              | Sede         | Año  |
| ---------------------- | ------------------- | ------------ | ---- |
| Copa Sudamericana      | Internacional       | Porto Alegre | 2008 |
| Copa Suruga Bank       | Internacional       | Ōita         | 2009 |
| Copa Libertadores      | Corinthians         | São Paulo    | 2012 |
| Copa Mundial de Clubes | Corinthians         | Japón        | 2012 |
| Recopa Sudamericana    | Corinthians         | São Paulo    | 2013 |
| Copa América           | Selección de Brasil | Brasil       | 2019 |

| Predecesor: Gustavo Alfaro     | Entrenador campeón de la Copa Sudamericana 2008  | Sucesor: Jorge Fossati             |
| Predecesor: Muricy Ramalho     | Entrenador campeón de la Copa Libertadores 2012  | Sucesor: Cuca                      |
| Predecesor: Dunga              | Entrenador de la selección de Brasil 2016 - 2022 | Sucesor: Fernando Diniz (interino) |
| Predecesor: Juan Antonio Pizzi | Entrenador campeón de la Copa América 2019-2021  | Sucesor: Lionel Scaloni            |